# 1. FC Wilmersdorf
Der 1. FC Wilmersdorf ist ein deutscher Fußballclub aus Berlin. Er entstand im Jahr 1989 durch die Fusion des Wilmersdorfer SC mit dem SV Preußen Wilmersdorf. Heimstätte des Clubs ist die Sportanlage Blissestraße am Volkspark Wilmersdorf, welche 1.000 Zuschauern Platz bietet.

## Preußen Wilmersdorf
Preußen Wilmersdorf wurde 1913 unter der Bezeichnung Wilmersdorfer BC Preußen gegründet. 1920 fusionierte der BC Preußen mit dem Wilmersdorfer SC, diese Verbindung wurde aber bereits 1923 wieder gelöst. 1933 erfolgte eine erneute Fusion mit dem SC Olympia 1921 Wilmersdorf, bis 1945 trat der Verein als Preußen-Olympia Wilmersdorf an. Preußen-Olympia spielte bis 1945 stets unterklassig, etwaige Teilnahmen an der Gauliga Berlin-Brandenburg fanden nicht statt.
Mit der Einstellung des Spielbetriebes wurde der Verein 1945 aufgelöst. Eine Neugründung in Form einer Sportgruppe wie bei der SG Wilmersdorf wurde nicht sofort vollzogen. Erst 1961 wurde Preußen Wilmersdorf wieder neu gegründet. Die sportlich erfolgreichsten Zeiten Wilmersdorfs waren die 1970er Jahre. Im Jahr 1972 stellte der Verein den ersten offiziellen Berliner Meister im Frauenfußball um Spielführerin Uschi Reese.
1973 gelang gemeinsam mit dem BSC Rehberge 1945 der erstmalige Aufstieg in die Amateurliga Berlin, welche die Preußen trotz eines elften Platzes bedingt durch die Auflösung der Fußball-Regionalliga Berlin wieder verlassen mussten. 1975 kehrten die Preußen in die Amateurliga zurück, stiegen aber erneut mit dem SC Staaken und Traber FC Mariendorf postwendend wieder ab. Nach mehreren Jahren Landesliga stieg der Verein 1983 in die Oberliga Berlin auf, verpasste aber diesmal hinter den Neuköllner Sportfreunden den Klassenerhalt. In der Folgezeit pendelte der Verein zwischen Landes- und Bezirksliga. 1989 schlossen sich die beiden Landesligisten Preußen Wilmersdorf und Wilmersdorfer SC 1911 zum 1. FC Wilmersdorf 1911 zusammen.

## 1. FC Wilmersdorf
Der 1. FCW spielte seit seiner Gründung sofort in höheren Tabellenregionen mit. 1994 fuhr der Club dann auch die Meisterschaft der Verbandsliga Berlin ein und stieg in die Oberliga Nordost auf. Die Oberliga hielten die Berliner bis 1996 zwei Spielzeiten. Bereits 1997 wurde der FCW in die Landesliga durchgereicht. In der jüngeren Vergangenheit pendelte der Club ausnahmslos zwischen Landes- bzw. Berlin-Liga (2011 bis 2017) und Landesliga. Seit der Saison 2020/21 spielt er wieder in der Berlin-Liga.

## Statistik
- Teilnahme Oberliga Berlin: 1983/84
- Teilnahme Amateurliga Berlin: 1973/74, 1975/76
- Teilnahme Oberliga Nordost: 1994/95, 1995/96

## Personen
- Palkó Dárdai: Spieler im Verein von 2009 bis 2011
- László Gergely: Betreiber der Vereinsgaststätte des Vereins
- Gerald Klews: 2005 Spieler im Verein als letzte Karrierestation
- Robert Jaspert: Jugendverein
- Karsten Nied: Co-Trainer des Vereins
- Denis Osadchenko: Spieler im Verein von 1998 bis 2001
- Fanol Përdedaj: Jugendverein
- Munier Raychouni: Jugendverein
- Horst Schmutzler
- Francis Banecki: ehemaliger Trainer